# Столбовська сільська рада
Столбо́вський сільська рада (рос. Столбовский сельский совет) — сільське поселення у складі Каменського району Алтайського краю Росії.
Адміністративний центр — село Столбово.

## Населення
Населення — 1096 осіб (2019; 1512 в 2010, 2059 у 2002).

## Склад
До складу сільської ради входять:
| Населений пункт | Населення, осіб (2002) | Населення, осіб (2010) |
| --------------- | ---------------------- | ---------------------- |
| Дресвянка, село | 453                    | 405                    |
| Ключі, село     | 192                    | 90                     |
| Малетіно, село  | 173                    | 89                     |
| Соколово, село  | 2                      | 4                      |
| Столбово, село  | 1239                   | 924                    |